# Забродіння
Забродіння (біл. вёска Забрадзенне) — село в складі Смолевицького району Мінської області, Білорусь. Село підпорядковане Жодинській сільській раді, розташоване в центральній частині області.